# 田主誠
田主 誠（たぬし まこと、1942年 - 2023年3月17日）は、日本の版画家、エッセイスト。本名・誠稔＝のぶとし。

## 生涯
1942年京都府舞鶴市生まれ。
1969年から国内の現代日本美術展、日動版画グランプリ展、シェル美術賞展、北陸中日展、日本版画展などで入選および受賞を重ねる。
1995年、ニューヨーク国際メディアフェスティバル銀賞受賞。1999年から川端康成作品シリーズを発表。
2003年〜2004年、NHK総合テレビ「4時です 上方倶楽部」にレギュラー出演し、西国札所巡礼の木版画を発表。
著書に『川端少年の歩いた道』『世界民族博物誌』『心の旅 西国三十三所』『山頭火の風景』など。また『梅棹忠夫著作集』(全23巻)など数多くの学術書の挿画装幀を手掛ける。
個展およびグループ展100回程度。

## 活動
- 2001年　産經新聞「いい日本みつけた」(版画・文)連載
- 2007年、2010年　坂の上の雲ミュージアム企画展に招待出品